# Cristian Encarnación
Cristian Omar Encarnación Meléndez (3 settembre 1993) è un pallavolista e giocatore di beach volley portoricano, schiacciatore dei Gigantes de Adjuntas.

## Carriera

### Pallavolo

#### Club
La carriera professionistica di Cristian Encarnación inizia nella stagione 2012-13, quando esordisce nella Liga de Voleibol Superior Masculino con i Leones de Ponce. Torna in campo nella Liga de Voleibol Superior Masculino 2015 con i Gigantes de Carolina, che lascia nel corso dell'annata, tornando in campo nell'edizione seguente del torneo coi Plataneros de Corozal. Nella stagione 2017 si accasa coi Capitanes de Arecibo; dopo la cancellazione del torneo, si trasferisce per la prima volta all'estero, in Oman, giocando nel campionato locale con l'Al-Bashaer. Nella stagione seguente è nuovamente in patria, per difendere i colori dei Cafeteros de Yauco.
Per la Liga de Voleibol Superior Masculino 2019 veste la maglia dei Mets de Guaynabo, con cui conquista lo scudetto. In seguito approda negli Stati Uniti d'America per partecipare allo NVA Showcase 2020 con gli IE Matadors, rientrando quindi a Porto Rico per disputare la Liga de Voleibol Superior Masculino 2021 sempre con la franchigia di Guaynabo. Partecipa anche alla NVA 2022, questa volta coi Colorado Kraken: conclusi gli impegni negli Stati Uniti, è nuovamente di scena coi Mets de Guaynabo a partire dalla Liga de Voleibol Superior Masculino 2022, conquistando uno scudetto.
Nella Liga de Voleibol Superior Masculino 2024 indossa la casacca dei Gigantes de Adjuntas.

### Beach volley
Gioca anche a beach volley, facendo coppia nel 2014 con Kevin Rodríguez. Nel 2018 forma diversi tandem, cambiando diversi partner, giocando con Daniel Quiñones, Josué Rivera e Juan Carlos Ribas.

## Palmarès

### Club
- Campionato portoricano: 2

2019, 2022